# Oxyprosopus comis
Oxyprosopus comis là một loài bọ cánh cứng trong họ Cerambycidae.